# Ecnomus loffae
Ecnomus loffae är en nattsländeart som beskrevs av Francois-Marie Gibon 1992. Ecnomus loffae ingår i släktet Ecnomus och familjen trattnattsländor. Inga underarter finns listade i Catalogue of Life.